# The Band (album)
A The Band az azonos nevű kanadai-amerikai rockzenekar második albuma. 1969-ben jelent meg. Szerepel az 1001 lemez, amit hallanod kell, mielőtt meghalsz című könyvben.

## Az album dalai
|     | Cím                                 | Szerző(k)                 | Hossz |
| --- | ----------------------------------- | ------------------------- | ----- |
| 1.  | Across the Great Divide             | Robbie Robertson          | 2:53  |
| 2.  | Rag Mama Rag                        | Robbie Robertson          | 3:04  |
| 3.  | The Night They Drove Old Dixie Down | Robbie Robertson          | 3:33  |
| 4.  | When You Awake                      | Richard Manual, Robertson | 3:13  |
| 5.  | Up on Cripple Creek                 | Robertson                 | 4:34  |
| 6.  | Whispering Pines                    | Manual, Robertson         | 3:58  |
| 7.  | Jemima Surrender                    | Levon Helm, Robertson     | 3:31  |
| 8.  | Rockin' Chair                       | Robertson                 | 3:43  |
| 9.  | Look Out Cleveland                  | Robertson                 | 3:09  |
| 10. | Jawbone                             | Manual, Robertson         | 4:20  |
| 11. | The Unfaithful Servant              | Robertson                 | 4:17  |
| 12. | King Harvest (Has Surely Come)      | Robertson                 | 3:39  |

## Zenészek
- Rick Danko – basszusgitár, hegedű, harsona, ének
- Levon Helm – dob, mandolin, ritmusgitár, ének
- Garth Hudson – orgona; clavinet; zongora; harmonika; szaxofon; trombita
- Richard Manuel – zongora, dob, baritonszaxofon, harmonika, ének
- Jaime Robbie Robertson – gitár, hangmérnök
- John Simon – producer, tuba, elektromos zongora, baritonkürt, tenorszaxofon
- Tony May – hangmérnök
- Joe Zagarino – hangmérnök
- Elliot Landy – fotók